# James C. Terrell
James C. Terrell (* 7. November 1806 im Franklin County, Georgia; † 1. Dezember 1835 in Carnesville, Georgia) war ein US-amerikanischer Politiker. Im Jahr 1835 vertrat er den Bundesstaat Georgia im US-Repräsentantenhaus.

## Werdegang
Über die Kindheit und Jugend von James Terrell geben die Quellen keinen Aufschluss. Nach einem Jurastudium und seiner Zulassung als Rechtsanwalt begann er in Carnesville in seinem neuen Beruf zu  arbeiten. Zwischen 1830 und 1834 war er Abgeordneter im Repräsentantenhaus von Georgia. Bei den staatsweit abgehaltenen Kongresswahlen des Jahres 1834 wurde er als Unionist für das sechste Abgeordnetenmandat von Georgia in das US-Repräsentantenhaus in Washington, D.C. gewählt, wo er am 4. März 1835 die Nachfolge von Roger Lawson Gamble antrat. Terrell konnte sein Mandat im Kongress aber nur bis zum 8. Juli 1835 ausüben. An diesem Tag trat er, noch vor der konstituierenden Sitzung des neuen Kongresses, aus gesundheitlichen Gründen zurück.
In den folgenden Monaten verschlechterte sich sein Gesundheitszustand weiter. Er starb am 1. Dezember 1835 in Carnesville.